# Polyp (Fahrgeschäft)
Beim Polyp handelt es sich um ein Rundfahrgeschäft. Es ist bis heute sehr weit verbreitet und häufig auf Volksfesten und in Freizeitparks anzutreffen.

## Geschichte
Das erste Modell dieses Fahrgeschäfts trug den Namen Polyp. Es wurde 1962 von der Firma Klaus gebaut und verfügte über deutlich weniger Bewegungsrichtungen als heutige Varianten dieses Fahrgeschäfts. Es ist nicht mehr im Einsatz, dennoch wird der Name Polyp auch heute noch bei einigen Fahrgeschäften dieses Typs verwendet. Bis 1980 wurde auch ein Polyp von Bakker und Ihle gebaut. Ihle hat jedoch nur die Gondeln gebaut, dieser Polyp sieht dem Klaus-Polyp sehr ähnlich. Im Gegensatz zu diesem gibt es jedoch noch einige Versionen anzutreffen hauptsächlich in den Niederlanden.
1968 entwickelte die Schwarzkopf GmbH das erste Fahrgeschäft mit dem Namen Monster I. Im Gegensatz zur ersten Variante verfügte das Monster über vier Bewegungsrichtungen: So drehte sich der gesamte Komplex, während sich die „Arme“ exzentrisch hoben und senkten. Gleichzeitig drehten sich die Gondelkreuze und die einzelnen Gondeln um ihre eigene Achse. Von dieser Variante wurden nur zwei Exemplare gebaut. Sie waren für den mobilen Einsatz zu schwer. Das erste Exemplar wurde im schwedischen Liseberg-Park fest aufgestellt, das zweite im spanischen Vergnügungspark „Casa de Campo“.
Es folgte 1971 das Monster II: Es besaß fünf Arme, an deren Ende je vier Gondeln einzeln drehbar angebracht waren und bot damit Platz für bis zu 40 Personen. Drei Schwarzkopf-Monster II sind aktuell in Deutschland noch auf der Reise, ein reisefähiges steht in Polen in einem Lunapark, eines steht im niederländischen Freizeitpark Slagharen. Insgesamt sind fünf Exemplare gebaut worden, welche derzeit[veraltet] alle noch in Betrieb sind.

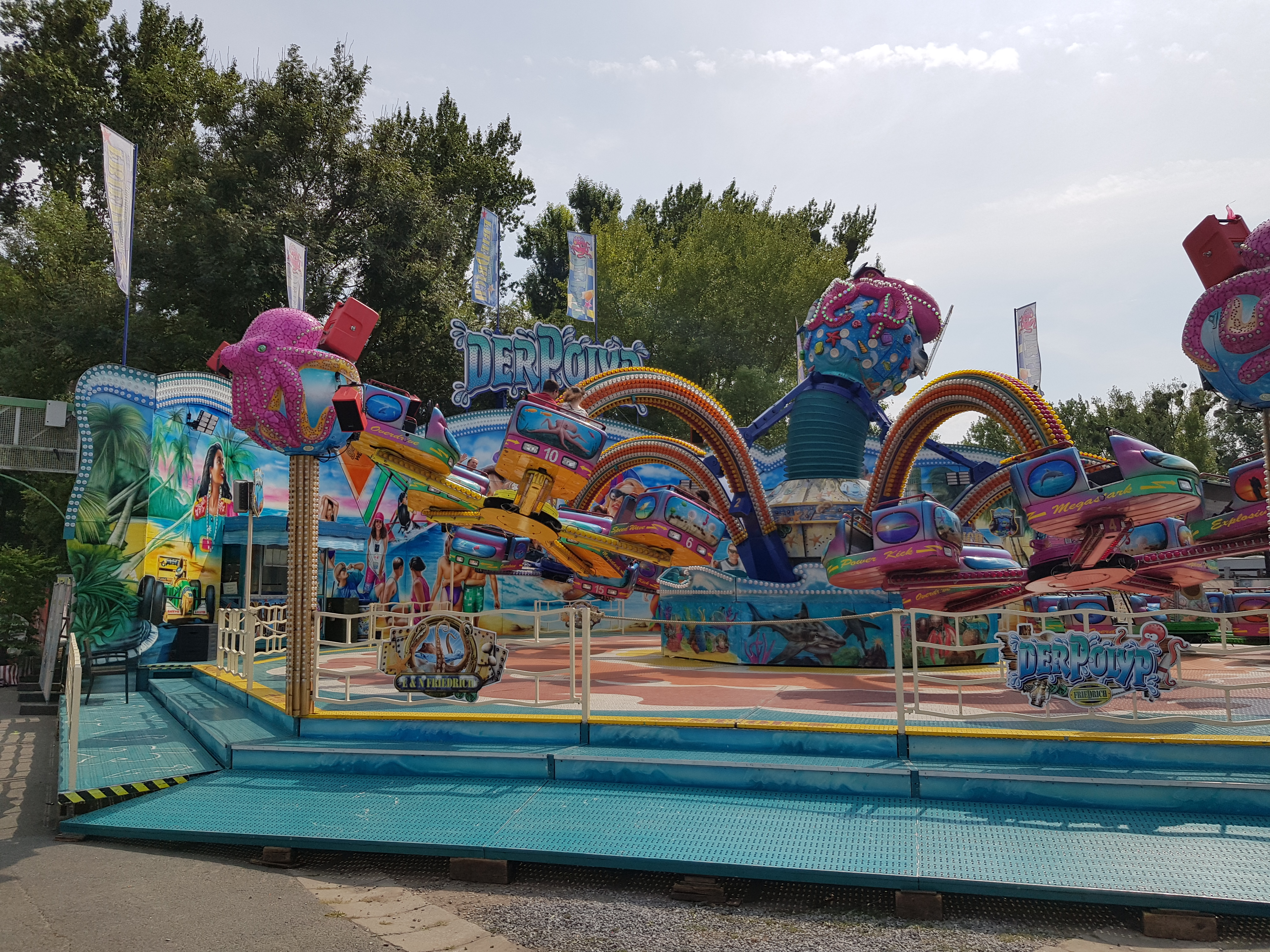
Schwarzkopf Monster III - Der Polyp

Im Jahre 1976 erschien schließlich das Monster III. Das erste Reise-Exemplar ging 1978 als „Riesenkrabbe“ an die Münchner Firma Aigner. Es ist mit einem flachen Podium ausgestattet, wie beim Monster 2 drehten sich ebenfalls die Gondeln um ihre eigene Achse. Es verfügt somit ebenso wie das Monster II über vier Bewegungsrichtungen. Die Anzahl der Gondeln pro Arm wurde auf fünf erhöht, somit können bis zu 50 Personen gleichzeitig an einer Fahrt teilnehmen. Bis zur Insolvenz der Firma Schwarzkopf wurden eine ganze Reihe Fahrgeschäfte dieses Modells gefertigt. Firma Kinzler aus Stuttgart besaß zeitweise ein Doppel., ebenso betreibt Firma Markmann aus Bonn derzeit mit der Krake und dem Octopussy zwei dieser Modelle. Einige Schwarzkopf-Monster III sind in den Benelux-Ländern unterwegs. Dabei wurden die verschiedenen Varianten optisch immer den aktuellen Trends angepasst.
Die Firma Gerstlauer Amusement Rides bietet heute noch den Polyp in zwei Versionen mit 20 oder 25 Gondeln an.

## Aufbau
Das Fahrgeschäft besteht aus einem drehbaren Mittelteil, von dem aus sich fünf Arme in einem hohen Bogen bis über den Boden erstrecken. Die Arme laufen im Mittelteil des Fahrgeschäfts zusammen und können sich auf einem gebogenen Stahlauflager auf- und abwärts bewegen. Während der Fahrt wird das Stahlauflager hochgefahren, wodurch die Arme in eine Schrägstellung gebracht werden. Dadurch hängen die Arme auf einer Seite etwa zwei Meter über dem Boden, während sie auf der anderen Seite fast den Boden berühren. Am Ende eines jeden Arms befindet sich ein ebenfalls drehbares Gondelkreuz, an dem – je nach Ausführung – vier oder fünf Gondeln befestigt sind, die sich zusätzlich um ihre eigene Achse drehen und Platz für zwei Personen bieten. Bei älteren Typen, wie sie bis Anfang der 1970er Jahre produziert wurden, sind die Gondeln und Gondelkreuze unter Umständen nicht beweglich. Das Mittelteil, die Gondelkreuze und die Gondeln selbst werden durch Elektromotoren angetrieben. Zusätzlich sind die Gondeln auch frei drehbar (siehe auch Typische Fahrelemente).
Es existieren auch Versionen, in denen die Arme einzeln hydraulisch angehoben werden (siehe Bild).

## Typische Fahrelemente
Durch die Kombination von drehbarem Mittelteil, exzentrischem Stahlauflager, drehbarer Gondelkreuze und drehbarer Gondeln entsteht für den Fahrgast eine äußerst unsymmetrische Bewegung, die typisch für dieses Fahrgeschäft ist.
Durch geschickte Verlagerung des Körpergewichts kann ein Fahrgast die Gondel auch manuell in Rotation versetzen und so das einzigartige Fahrgefühl noch verstärken. Dies erfordert großen Krafteinsatz gegen die Fliehkräfte, daher wird dieser Vorgang auch als „sporten“ bezeichnet.
Die Geschwindigkeiten unterliegen während der Fahrt einem ständigen Wechsel, um einen stabilen Bewegungsablauf zu verhindern. Auf diese Weise bleiben die Gondeln in Rotation, die auftretenden Kräfte ändern sich sekündlich und die Fahrt wird spannend gehalten.

## Liste der Fahrgeschäfte vom Typ Monster II der Firma Schwarzkopf
Hier sind alle bekannten Fahrgeschäfte vom Typ Monster II der Firma Schwarzkopf aufgelistet. Alle Fahrgeschäfte dieses Typs sind noch aktiv (Stand: 2020). Die Nr. in der Liste gibt die tatsächliche Baureihenfolge an.
| Nr. | Baujahr | Name(n)                                        | Betreiber                                           | Vorbesitzer | Bemerkungen                                                                               |
| --- | ------- | ---------------------------------------------- | --------------------------------------------------- | --- | ----------------------------------------------------------------------------------------- |
| 1   | 1971    | Toller Wirbel, Overdrive (bis 2009), XXL Krake | seit 2016: Müller (Berlin)                          | Renoldi (Bremen), Arnoux (Karlsruhe), bis 2015: Staudenrausch (Memmingen)                                                                     | Erste Umgestaltung zum 'Overdrive' in den 1990er Jahren, 2010 zur 'XXL Krake' umgestaltet |
| 2   | 1971    | Das Ungeheuer (1972–1979), Happy Monster       | seit 1990: Patricia Zinnecker (Straubing)           | bis 1978: Wolf (Nürnberg), 1979–1988: Harry Bruch (Düsseldorf)                                                                                |                                                                                           |
| 3   | 1972    | Monster, Polyp Monster, Monster                | seit 2007?: Lunapark Krynica in Krynica Morska (PL) | bis 1981: Uhse (Bremen), 1981–1998: Puhl (Homburg), 1998–2003: Tramore Amusement Park (IRL), 2004–2006: Legendia Park (PL)                    |                                                                                           |
| 4   | 1972    | Flower Swing, Crazy Beach Monster              | seit 2024: Probst (Jessen)                          | bis 1978: Drexel (Frankfurt), 1979–1991: Roie (Frankfurt), 1992–1999: Splitt (Dresden) 1999–2023: Hoffmann (Köln), 2023–2024: Müller (Berlin) |                                                                                           |
| 5   | 1972    | Monster, Octopus, El Torito                    | Attractiepark Slagharen (NL)                        | bis 1980/81?: Lesnik (Großefehn) 1980/81?–1984: Freizeitpark Kirchhorst                                                                       | 2016 komplett renoviert.                                                                  |
|     |         |                                                |                                                     | |                                                                                           |

## Liste der Fahrgeschäfte vom Typ Monster III der Firma Schwarzkopf
Hier sind alle bekannten Fahrgeschäfte vom Typ Monster III der Fa. Schwarzkopf aufgelistet. Die Liste enthält transportable Reise- und stationäre Parkversionen (Parkversion sind gekennzeichnet).
Die werksseitige Kapazität vom Monster III liegt bei 50 Personen in 25 Gondeln (5 je Arm), einige Monster III erhielten jedoch einen nachträglichen Umbau auf 20 Gondeln (4 je Arm).
Die Reihenfolge (Nr.) in der Liste gibt nicht die tatsächliche Baureihenfolge an.
| Nr. | Baujahr      | Name(n)                                                              | Betreiber                               | Vorbesitzer | Bemerkungen |
| --- | ------------ | -------------------------------------------------------------------- | --------------------------------------- | --- | --- |
| 1   | 1976         | The Lobster, East River Crawler (1991–2016), The Lobster             | Six Flags Great America, Illinois (USA) | | Prototyp. Parkversion mit fest angeschweißten Motorentrichtern an den Armen. Noch ohne Faltenbalg als Abdeckung der Banane (Hub). 2013 Generalüberholt. |
| 2   | 1978         | Monster Spin                                                         | Six Flags Great Adventure (USA)         | | Parkversion. Ohne Faltenbalg und Kugel als Abdeckung der Banane. Außer Betrieb seit 1987, vermutlich 1988 verschrottet. |
| 3   | 1976 (78?)   | unbekannt, Monstruo                                                  | nicht bekannt                           | Six Flags Great Adventure (USA), 1983–2016: Parque de la Ciudad (ARG)                                                        | Parkversion. Bis 2003 in Betrieb, ggf. auch noch mal 2007, stand dann eine Weile für 749,40 US$ zum Verkauf und wurde 2016 abgebaut. Verbleib derzeit unbekannt. |
| 4   | 1978         | Riesenkrabbe, Bläckfisken, unbekannt                                 | Luna Park "Sunny Beach" (BG)            | bis 1992: Aigner (München), 1993–1996: Klinge (Koblenz), bis 2022: Halmstad Äventyrsland (S)                                 | Erste Reiseversion. War 2022-2024 bei Schausteller Regter in den Niederlanden eingelagert. Möglicherweise neuer Name seit dem Betrieb im bulgarischen Luna Park. |
| 5   | 1978         | Die Spinne (bis 2000), Power Wave                                    | van de Veen (NL)                        | bis 2000: Wolf (Nürnberg) | Seit 2012 neue Gondelverkleidungen von 'Caribbean Beach Party' (van Tol), welche ursprünglich vom Schwarzkopf Orbiter ‚Maximum Speed‘ (Deinert) stammten. Podium umgebaut auf rund. |
| 6   | 1980         | Polyp, Pacific Ocean, Crazy Monster                                  | Courchinoux (F)                         | 1980–1997: Purwin (Berlin), 1998–2007: Fort Fun (Bestwig), Meyer-Visscher (NL), van Houten (NL), Venekamp (NL), Wegkamp (NL) | bis 2004 im Fort Fun in Betrieb, dann bis 2007 dort eingelagert. In der Zeit 2008 - 2020 mehrere Besitzerwechsel, jedoch nie auf Reise. Endgültige Aufarbeitung dann 2020, seit 2021 wieder auf Reise. Derzeit kein Faltenbalg über der Banane. |
| 7   | 1980 (81?)   | Die Krake                                                            | Markmann (Bonn)                         | bis 2011: Uhse (Bremen) | 2006 auf 4 Gondelträger je Arm umgebaut (Kapazität: 40 Pers. in 20 Gondeln), die fünf übrigen Gondeln gingen an ‚Okti‘ (Heidepark) als Ersatz. Hat 2019 testweise erste neue Gondel im Haifisch-Design mit Einzelsitzen erhalten, kompletter Gondeltausch im Jahr 2021. |
| 8   | 1980         | Riesenkrake, Mad Monster, Rock n’Roll                                | Park Cavallino (I) – nur Mittelbau      | bis 1989: Lesnik (Großefehn), bis 2011: Liseberg-Park (S) – nur Mittelbau                                                    | Unter Lesnik durch Feuer stark beschädigt. Danach Mittelbau weiterverwendet als ‚Rock n’Roll‘ im Liseberg-Park. |
| 9   | 1981         | Polyp, Polyp XXL                                                     | Andre Massel (Wadgassen)                | Kinzler (Stuttgart), Bruch, 1994–2007: Radlinger (München), 2008–2013: Walygator Park (F)                                    | |
| 10  | 1980         | Caribbean Beach Party, Turbo Polyp                                   | van Tol (NL)                            | Boesveld (NL) | Rundes Podium. Durch einen Brand des Gondeltransportwagen wurden 2008 alle Originalgondeln vernichtet. Ab 2009 dann ersatzweise mit 5 gebrauchten Gondeln vom 'Riesenpolyp' (Hoster) und 20 gebrauchten Gondeln vom Orbiter 'Maximum Speed' (Deinert) betrieben. Komplett neue Gondeln ab 2011. |
| 11  | 1980 (1984?) | Polyp                                                                | Bakken (DK)                             | | Prinzipiell Reiseversion (Mittelbau und Rückwand), jedoch stationär auf Betonpodium. |
| 12  | 1981         | Big Monster                                                          | Raoul H. Krameyer (Herford)             | bis 1997: Peter Rosenzweig (Bad Oeynhausen)                                                                                  | Vordach an der Rückwand ergänzt unter Rosenzweig. Neue Gondelarme von der Fa. Sunkid Heege, neuer Namensschriftzug an der Rückwand. Original ‚Schwarzkopf‘-Schriftzüge an den Gondeln. |
| 13  | 1982         | Riesenkrake, Okti                                                    | Meijer (NL) zum Verkauf                 | bis 2015: Heide Park Resort (Soltau)                                                                                         | Parkversion. Derzeit eingelagert zum Verkauf. 1992–1996 Abbau und Generalüberholung, 2010 weitere Generalüberholung mit neuer Farbgebung und unter neuen Namen 'Okti', wurde nach Saisonende 2015 zwecks erneuter Generalüberholung und dem anstehenden großen TÜV abgebaut. Bei diesem Fahrgeschäft wurde die zentrale Spitze des Fahrgeschäfts statt von den üblichen Monster- oder Krakenköpfen von dem Maskottchen des Heide-Parks, dem Bären Wumbo, geschmückt. Am 25. Januar 2019 tauchte es im Internet zum Verkauf auf. Mit Stand Juni 2020 inzwischen restauriert und mit Beleuchtung ausgestattet (wurde nachgerüstet). |
| 14  | 1983         | Polyp                                                                | Pailhe/Dotremont (B)                    | bis 1989: Kinzler (Stuttgart), bis 1992: Tricoire (F), bis 2007: Lauwers (B)                                                 | |
| 15  | 1984         | Riesenpolyp, Aqua-Riesenpolyp                                        | Vermeylen/de Laet (B)                   | bis 1996: Schultze (Hamburg), bis 2007: Hoster (Mönchengladbach), bis 2022: Lauwers (B)                                      | 2006 auf 4 Gondelträger je Arm umgebaut (Kapazität: 40 Pers. in 20 Gondeln), die fünf übrigen Gondeln gingen an 'Caribbean Beach Party‘ (van Tol), Rückwand wurde getauscht. Restliche Originalgondeln wurden 2023 durch einen Brand vernichtet und wurden kurz danach durch die ehemaligen Gondeln „Der Krake“ ersetzt. |
| 16  | 1984         | Der Polyp                                                            | Marvin Dreßen (Mönchengladbach)         | 1984–1999: Kaiser (München), 2000–2014: Ruoff (Hechingen), 2015: Harry Bruch (Düsseldorf), 2016-2019: Friedrich (Staakow)    | Ehemaliger Name ‚Polyp‘. Rückwand unter Schausteller Ruoff getauscht mit ‚Südseewellen‘ (Schwarzkopf Orbiter) |
| 17  | 1984         | Octopussy                                                            | Hubert Markmann (Bonn)                  | bis 1998: Otto Barth, Barth-Markmann                                                                                         | letztes komplett gebautes Monster III bei der Fa. Schwarzkopf. Neue Gondelverkleidungen. |
| 18  | 1985         | Mustekala                                                            | Linnanmäki (FIN)                        | | stationär, Parkversion (Mittelbau jedoch transportabel) |
| 19  | 198x         | Le Monstre (1987–1991), Pieuvre des Caraïbes (1992–2001), La Pieuvre | Seit 2012: La récré des 3 Curés (F)     | 1987–1991: Zygofolis, Nizza (F), 1992–2001: Walibi Rhones-Alpes (F)                                                          | Parkversion, 2004 eingelagert, nach Renovierung (u. a. Gondeln in Tonnenform) 2012 durch die Firma Soquet SA wiedereröffnet. |
| 20  | 198x/1991    | Power Polyp                                                          | Vader (NL)                              | Verdonk (NL), Harms (NL) bis 2019                                                                                            | Bei Schwarzkopf begonnener Bau wurde erst 1991 bei der Fa. Stein fertiggestellt. Rundes Podium. |

## Fahrgeschäfte anderer Hersteller
Dieses Fahrgeschäft wird inzwischen von vielen anderen Herstellern produziert, die unter verschiedensten Namen betrieben werden. Einige Beispiele: Beach Polyp, Octopus, Super Spider, Jumbo Polyp, Fluch der Piraten.
Auch Schwarzkopf-Sohn Wieland schickte noch Monster-Varianten ins Rennen, mit kleinen Wikinger-Schiffchen (im Parc Astérix in Frankreich) oder mit kleinen Straßenkreuzern (unter dem Namen Jukebox im Liseberg-Park in Schweden). Eine Abwandlung baute Wieland Schwarzkopf 1998 mit hängenden (suspended) Gondeln (Sound-Factory der Fa. Kinzler-Menzel), der nach technischen Problemen längere Zeit nicht betrieben wurde und 2009, von Fa. Gerstlauer umgebaut, dann unter Fa. Aigner als „Parkour“ wieder auf die Reise ging.

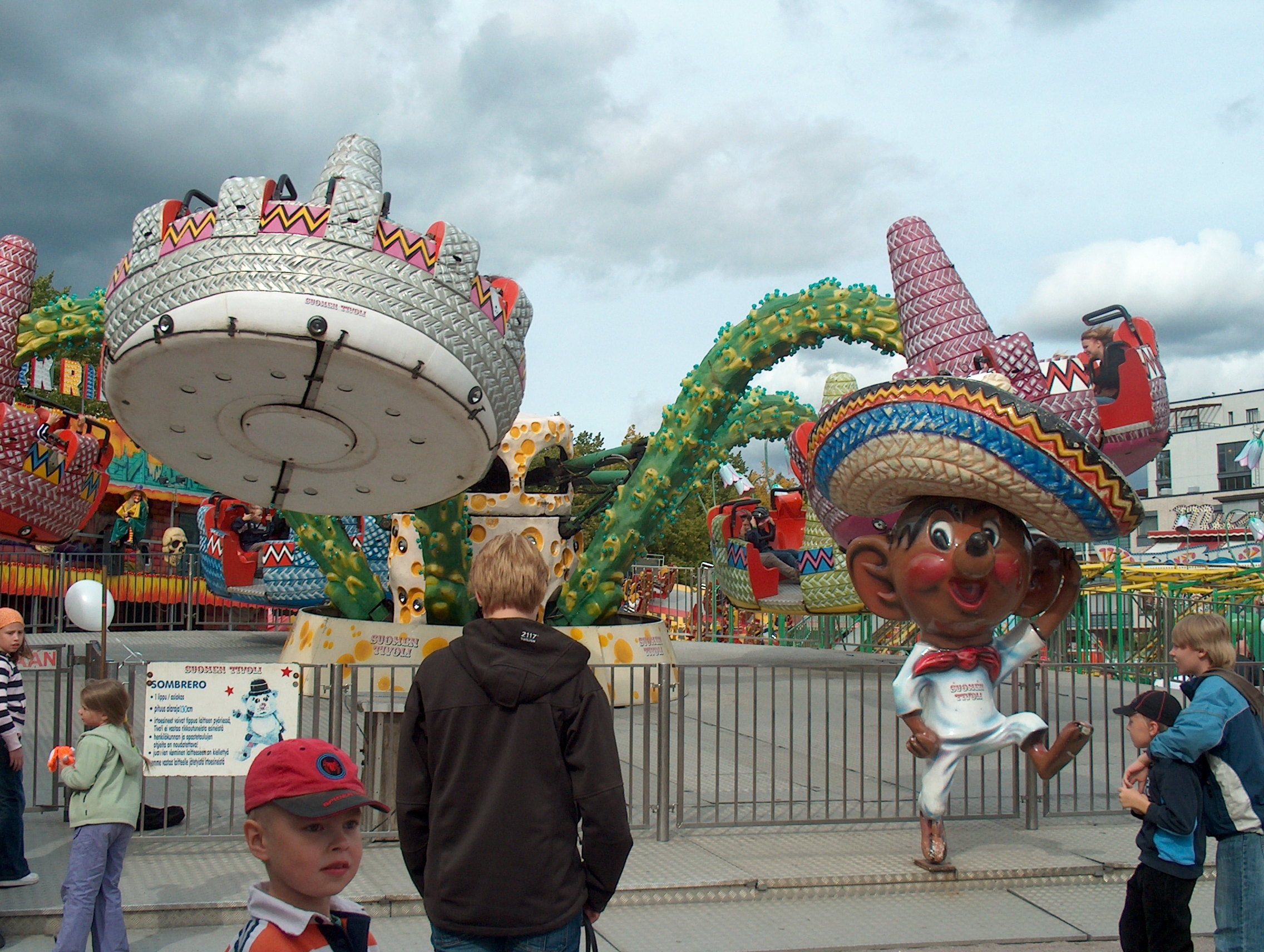
Sombrero

Zusätzlich zu diesen klassischen Polyp-Versionen entstanden noch einige neuere Varianten dieses Fahrgeschäfts, wie die Anlage Sombrero, die in Salau/Spanien in Betrieb ist und pro Gondel bis zu 10 Personen aufnimmt.

## Gefahren
Wartende Gäste verteilen sich bei diesem Fahrgeschäft (wie bei vielen anderen Karussells auch) um die gesamte Plattform herum. Da es bei den meisten Modellen nur eine Teilabsperrung gibt, besteht die theoretische Gefahr, dass Personen in den Flugradius der Gondeln treten und sich ernsthafte Verletzungen zuziehen. Allerdings kommt es nur sehr selten zu solchen Unfällen. Einige Geschäfte sind deshalb zusätzlich mit Kameras ausgestattet, damit der Operator aus der Kasse heraus einen optimalen Überblick auf die Fahrbahn hat.

## Unfälle
Obwohl die Fahrgeschäfte dieses Typs als recht sicher gelten, kam es in der Vergangenheit zu mehreren Zwischenfällen. So wurde im Jahr 1988 ein 13-jähriger Schüler im Polyp-Fahrgeschäft des Heide-Parks in Soltau aus einer Gondel geschleudert und schwer verletzt. Im Jahr 1983 sind im gleichen Fahrgeschäft eine Rentnerin und ihr 2-jähriger Enkel bei laufender Fahrt aus ihrer Gondel gefallen, die Rentnerin verstarb kurz darauf. Hinweise auf eine Fehlfunktion des Fahrgeschäfts gab es jedoch in beiden Fällen nicht.
Am 28. Oktober 1993 wurde auf dem Freimarkt in Bremen eine 8-Jährige aus der Krake geschleudert und schwer verletzt. Ein technischer Defekt des Sicherheitsbügels konnte nicht eindeutig geklärt werden.
Am 13. Oktober 2009 gab es einen Unfall auf der Kirmes in Niederkassel-Rheidt mit dem Fahrgeschäft Octopussy der Firma Markmann.
Offenbar war ein defekter Sicherheitsbügel Ursache des Unfalls, bei dem ein 8-jähriger Junge aus der Gondel geschleudert und dabei schwer verletzt wurde.
Am Abend des 27. Oktober 2011 kam es zu einem Unfall auf dem Bremer Freimarkt, als an der Krake die Aufhängung einer Gondel riss und gegen mehrere Zuschauer am Rande der Plattform schleuderte. Dabei wurden insgesamt neun Personen zum Teil schwer verletzt.
Bei dem Stadtfest „Maientag“ in Vaihingen/Enz löste sich am 6. Juni 2022 der Sicherheitsbügel, wodurch eine 55-Jährige aus der Gondel geschleudert und schwer verletzt wurde.